# 136
Évszázadok: 1. század – 2. század – 3. század
Évtizedek: 80-as évek – 90-es évek – 100-as évek – 110-es évek – 120-as évek – 130-as évek – 140-es évek – 150-es évek – 160-as évek – 170-es évek – 180-as évek
Évek: 131 – 132 – 133 – 134 –  135 – 136 – 137 – 138 – 139 – 140 – 141

## Események

### Római Birodalom
- Lucius Ceionius Commodust és Sextus Vettulenus Civica Pompeianust választják consulnak.
- A gyermektelen Hadrianus császár súlyosan megbetegszik, vérzés következtében majdnem meghal. Nem hivatalos utódját, Lucius Pedanius Fuscus Salinatort (sógorának, Lucius Julius Ursus Servianusnak unokáját) túl fiatalnak ítéli és az egyik consult, Ceionius Commodust fogadja örökbe, aki felveszi a Lucius Aelius Caesar nevet. Hogy az utódlást problémamentessé tegye, a császár összeesküvéssel vádolja Servianust és Salinatort és utasítja őket, hogy kövessenek el öngyilkosságot.
- Meghal Teleszphorosz, Róma püspöke. Utódja Hüginosz.
- A szvébek betörnek Pannonia Superior provinciába.

## Halálozások
- Teleszphorosz pápa
- Lucius Julius Ursus Servianus, római politikus

## Fordítás
- Ez a szócikk részben vagy egészben  a(z)   136 című francia Wikipédia-szócikk ezen változatának fordításán alapul.  Az eredeti cikk szerkesztőit annak laptörténete sorolja fel. Ez a jelzés csupán a megfogalmazás eredetét és a szerzői jogokat jelzi, nem szolgál a cikkben szereplő információk forrásmegjelöléseként.